# Rudolf Kreis
Rudolf Kreis (* 1926 in Neuwied; † 13. April 2016 in Grassau) war ein deutscher Literaturwissenschaftler.

## Leben
Rudolf Kreis wuchs in einem kleinbürgerlichen und streng katholischen Milieu auf; im Frühjahr 1936 trat er der Hitlerjugend bei. Seine Mutter wurde 1941 nach einem Suizidversuch in eine "Irrenanstalt" eingeliefert. Was Kreis erst 1948 erfuhr war, dass sie im Rahmen der Euthanasie im Nationalsozialismus ermordet wurde. Kreis meldete sich mit sechzehn zur SS-Panzer-Division Hitlerjugend, die 1944 in der Normandie von den alliierten Streitkräften vernichtet wurde. Kreis überlebte und wurde jüngster Junker der Waffen-SS beim SS-Panzer-Junker-Sonder-Lehrgang in Königsbrück.
1945 geriet er in Kriegsgefangenschaft und holte nach der Entlassung das Abitur nach. Er studierte Germanistik, Anglistik und Kunstgeschichte und schloss das Studium mit der Promotion ab. Er arbeitete als Gymnasiallehrer in Wülfrath und unterstützte ab dem Jahr 1968 die Jugendrevolte. Neben seinen germanistischen Untersuchungen bearbeitet Kreis in seinen Schriften die Voraussetzungen der nationalsozialistischen Ideologie.
Kreis lebte zuletzt als Schriftsteller in der Nähe des Chiemsees und starb 89-jährig am 13. April 2016 in Grassau.

## Schriften (Auswahl)
- Die Toten sind immer die anderen. Eine Jugend zwischen den Kriegen. Berlin : Landt, 2009.
- Zur Genealogie des Verbrechens ohne Verbrecher. in: Menora. Jahrbuch für deutsch-jüdische Geschichte, 2003.
- Wer schrieb das Nibelungenlied? Ein Täterprofil. Würzburg : Königshausen und Neumann, 2002.
- Antisemitismus und Kirche. In den Gedächtnislücken deutscher Geschichte mit Heine, Freud, Kafka und Goldhagen. Reinbek bei Hamburg : Rowohlt, 1999.
- Elemente der Politik. München : Verl. für Wehrwiss., 1996.
- Kafkas "Process". Würzburg : Königshausen und Neumann, 1996.
- Nietzsche, Wagner und die Juden. Würzburg : Königshausen und Neumann, 1995.
- Zur Beantwortung der Frage, ob Ernst Nolte oder Nietzsche mit dem Judentum „in die Irre“ ging. In: Aschkenas, 2. Jg., 1992.
- Der Nietzsche-Mythos vom Erdenreich. Frankfurt am Main : Lang, 1991.
- Dichtung und Umwelt. Frankfurt am Main : Lang, 1989.
- Der gekreuzigte Dionysos. Kindheit und Genie Friedrich Nietzsches. Zur Genese einer Philosophie der Zeitenwende. Würzburg : Königshausen und Neumann, 1986 (Lloyd deMause, dem Historiker der Kindheit, in Freundschaft zugeeignet)
- Die verborgene Geschichte des Kindes in der deutschen Literatur. Deutschunterricht als Psychohistorie. Stuttgart : Metzler, 1980.
- Ästhetische Kommunikation als Wunschproduktion. Goethe – Kafka – Handke. Literaturanalyse am "Leitfaden des Leibes". Bonn : Bouvier, 1978.
- Die doppelte Rede des Franz Kafka. Paderborn : Schöningh, 1976.
- mit Lothar Bredella; Christa Bürger: Von der romantischen Gesellschaftskritik zur Bejahung des Imperialismus. Tieck, Keller, Kipling. Frankfurt am Main : Diesterweg, 1974.
- Ist Europa eine politische Fehlkonstruktion? Köln : Selbstverl., 1970.